# Ливенский уезд (Орловская губерния)

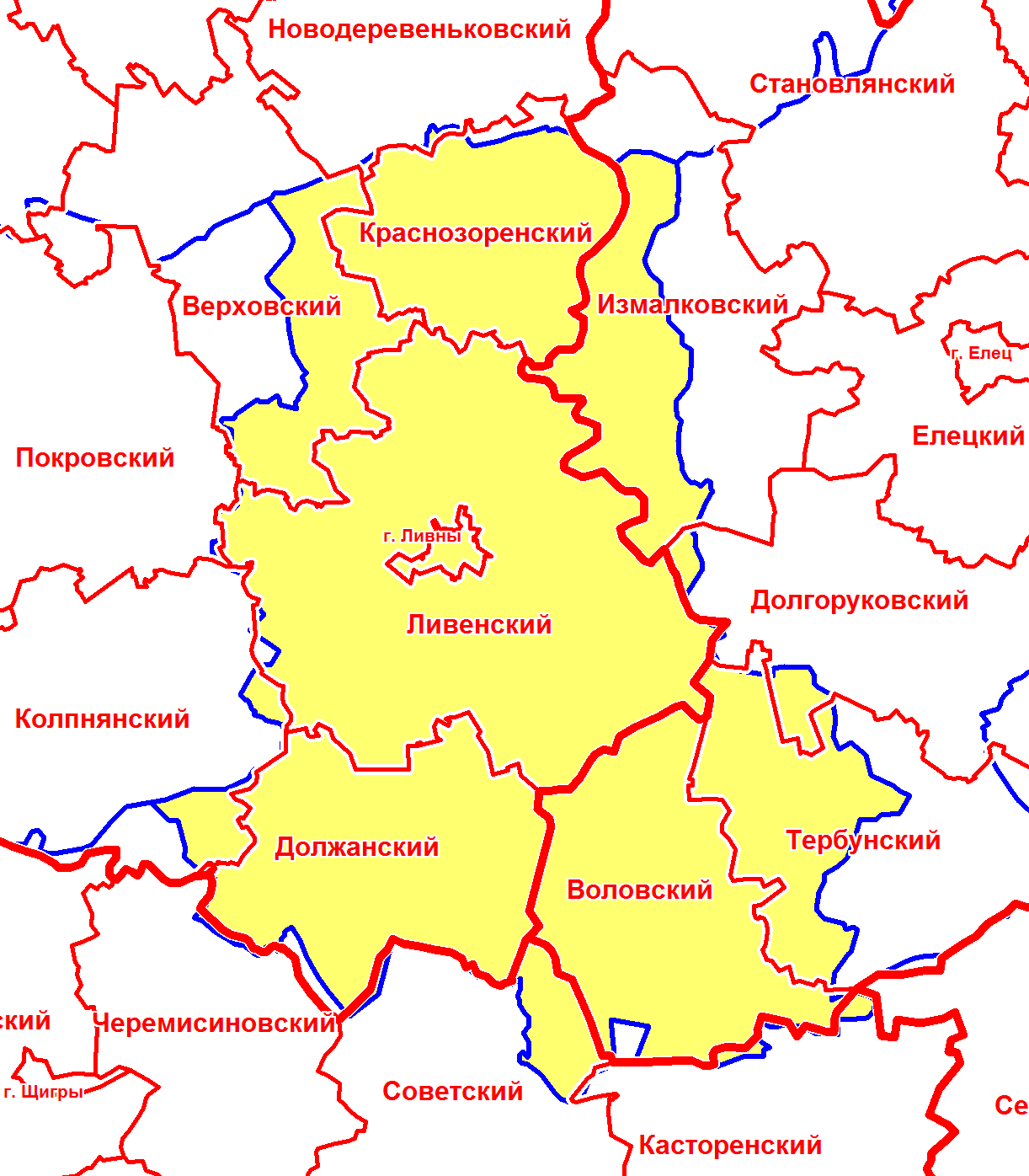
Ливенский уезд в современной сетке районов

Ли́венский уе́зд — административно-территориальная единица в составе Орловской губернии, существовавшая в 1778—1928 годах. Уездный город — Ливны.

## География
Уезд располагался на востоке Орловской губернии, граничил с Тульской губернией на севере, с Курской и Воронежской губерниями на юге. Площадь уезда составляла в 1897 году 4 996,1 верст² (5 686 км²), в 1926 году — 5 789 км².

## История
Ливенский уезд упоминается в документе, датированном 1599 годом. С 1778 года — в составе Орловского наместничества (с 1796 года — Орловской губернии).

## Административное деление
В 1890 году в состав уезда входило 25 волостей
| № п/п | Волость          | Волостное правление | Число селений | Население |
| ----- | ---------------- | ------------------- | ------------- | --------- |
| 1     | Большовская      | с. Вышнее Большое   | 32            | 10571     |
| 2     | Борковская       | с. Борки            | 21            | 12858     |
| 3     | Вахновская       | д. Вахнова          | 15            | 11498     |
| 4     | Воловская        | с. Волово           | 30            | 12839     |
| 5     | Вышне-Должанская | с. Вышнее-Долгое    | 31            | 8730      |
| 6     | Вышне-Ольшанская | с. Вышне-Ольшанское | 9             | 10894     |
| 7     | Гатищенская      | с. Гатище           | 25            | 12505     |
| 8     | Жерновская       | с. Нижний Жерновец  | 12            | 8150      |
| 9     | Знаменская       | с. Знаменское       | 10            | 7110      |
| 10    | Зубцовская       | д. Зубцова          | 16            | 7155      |
| 11    | Кудиновская      | д. Кудиново         | 23            | 9186      |
| 12    | Лебедская        | д. Лебедки          | 23            | 10179     |
| 13    | Медвеженская     | с. Медвежье         | 29            | 9113      |
| 14    | Навесненская     | с. Навесное         | 20            | 11930     |
| 15    | Никольская       | с. Никольское       | 11            | 12038     |
| 16    | Островская       | с. Остров           | 24            | 10381     |
| 17    | Покровская       | с. Нижняя Любовша   | 14            | 8948      |
| 18    | Пол-Успенская    | с. Пол-Успенское    | 27            | 8559      |
| 19    | Россошенская     | с. Россошное        | 31            | 11880     |
| 20    | Речицкая         | с. Речица           | 19            | 11350     |
| 21    | Становская       | с. Становое         | 23            | 7431      |
| 22    | Успенская        | с. Успенское        | 10            | 10666     |
| 23    | Хмелевская       | д. Хмелевая         | 27            | 9718      |
| 24    | Царевская        | с. Царево           | 44            | 11517     |
| 25    | Черкасская       | сл. Черкасская      | 10            | 8507      |

В 1913 году в уезде также было 25 волостей.
В 1928 году уезд был упразднён, на его территории был образован Ливенский район Елецкого округа Центрально-Чернозёмной области.

## Население
По данным переписи 1897 года в уезде проживало 290 192 чел. В том числе русские — 99,8 %. В уездном городе Ливны проживало 20 448 чел.
По итогам всесоюзной переписи населения 1926 года население уезда составило 347 491 человек, из них городское (г. Ливны) — 19 873 человек.